# Хатон (Вашингтон)
Хатон (енгл. Hatton) град је у америчкој савезној држави Вашингтон. По попису становништва из 2010. у њему је живело 101 становника.

## Демографија
Према попису становништва из 2010. у граду је живело 101 становника, што је 3 (3,1%) становника више него 2000. године.
| Група             | 2000.      | 2010.      |
| Белци             | 78 (79,6%) | 38 (37,6%) |
| Афроамериканци    | 0 (0,0%)   | 0 (0,0%)   |
| Азијати           | 0 (0,0%)   | 0 (0,0%)   |
| Хиспаноамериканци | 16 (16,3%) | 50 (49,5%) |
| Укупно            | 98         | 101        |